# 퍼센트 포인트
퍼센트 포인트(percentage point, percent point, pp, %p, %P)는 두 백분율과의 산술적 차이를 나타낼 때 쓰는 단위이다.

## 예1
- '50%에서 60%로 증가하였다'를 표현할 때 다음과 같이 2가지 옳은 방법이 있다. 10%가 증가하였다 등으로 표현하면 틀린 표현이 된다.

1. 20%가 증가하였다.
2. 10%p가 증가하였다.

- '2%에서 1%로 감소하였다'를 표현할 때 다음과 같이 2가지로 표현할 수 있다. 1%가 감소하였다는 틀린 표현이다.

1. 50%가 감소하였다. (= 절반으로 감소하였다 또는 반절로 감소하였다.)
2. 1%p가 감소하였다.

## 예2
경제학적 면에서 실업률이 10%라고 하자. 실업률이 4퍼센트포인트 감소했다고 한다면, 이것은 실업률이 이제 6%라는 의미이다. 한편, 실업률이 4퍼센트 감소했다고 한다면 이것은 다음을 의미한다:
- 10% = 0.1
- 4% = 0.04
- 감소 = 10%의 4% = 0.04×0.1 = 0.004
- 새 실업률 = 0.1 - 0.004 = 0.096 = 9.6%[1]

## 같이 보기
- 백분율 기호
- 백분율
- 천분율
- 만분율